# Firz
| Começo de um tabuleiro de xadrez. | a | b          | c                | d          | e | f | g | h |                             |
| 8                                 |   |            |                  |            |   |   |   |   | 8                           |
| 7                                 |   |            |                  |            |   |   |   |   | 7                           |
| 6                                 |   |            |                  |            |   |   |   |   | 6                           |
| 5                                 |   | cruz em b5 |                  | cruz em d5 |   |   |   |   | 5                           |
| 4                                 |   |            | dama preta em c4 |            |   |   |   |   | 4                           |
| 3                                 |   | cruz em b3 |                  | cruz em d3 |   |   |   |   | 3                           |
| 2                                 |   |            |                  |            |   |   |   |   | 2                           |
| 1                                 |   |            |                  |            |   |   |   |   | 1                           |
|                                   | a | b          | c                | d          | e | f | g | h | Fim do tabuleiro de xadrez. |

O Firz ou Firzan é uma peça de xadrez empregada no xatranje, antecessor do jogo de xadrez que movimenta-se em uma casa na direção diagonal e captura tomando o lugar ocupado pela peça adversária. Devido a característica de seu movimento, assim como o Bispo e o Elefante, tem a deficiência da fraqueza da cor onde seu movimento fica limitado a cor da casa de onde inicia a partida. A peça foi substituída pelo Fers por volta do século XII na Europa.
O Firz era o antecessor da Dama no xatranje de origem árabe, sendo denominado com o significado de conselheiro.   No século X, o xadrez chegou à Europa trazido pelos árabes e no poema Versus de Scachis (c.997) é feita a primeira menção da Dama, descrita em latim como Regina (Rainha), com o movimento idêntico ao do Firz. O Libro de los juegos (1283) contém uma descrição detalhada do Firz, que na Espanha foi transliterado para Alfferza. Esta peça provém do árabe Al-firzan, que significa vizir sendo o alfferza conceitualizado como um porta-bandeira (Alfferz). Porém a figura foi passada à forma feminina, o que causou confusão sobre o gênero da peça retratado de forma abstrata nos conjuntos árabes da época.
No início de uma partida, cada jogador tem um firz disposto em d1 para as brancas e d8 para as negras. Seu movimento é oblíquo, movimentando-se uma casa na diagonal, ocupando o lugar da peça adversária no tabuleiro.